# Fulda Reifen

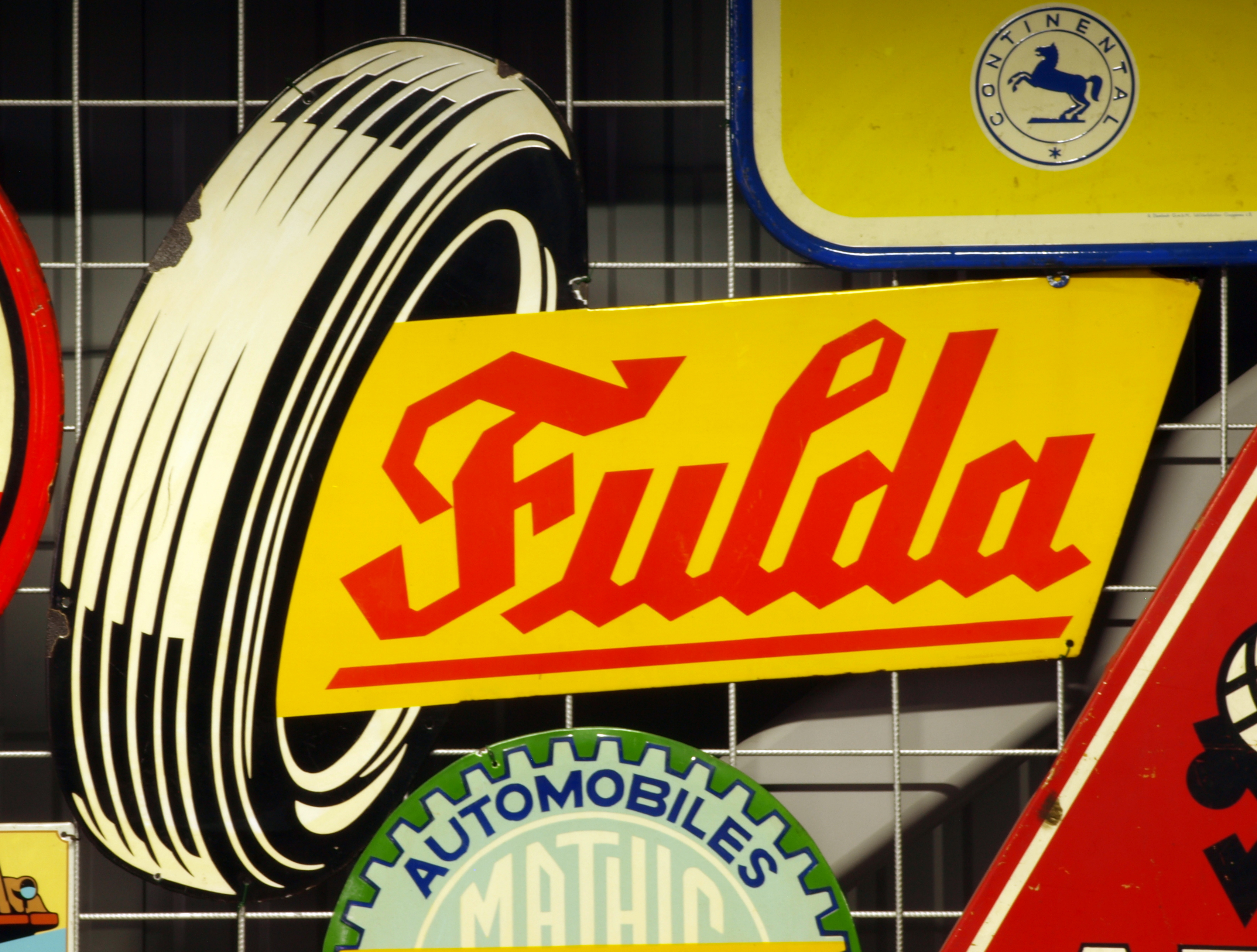
Werbetafel mit altem Logo

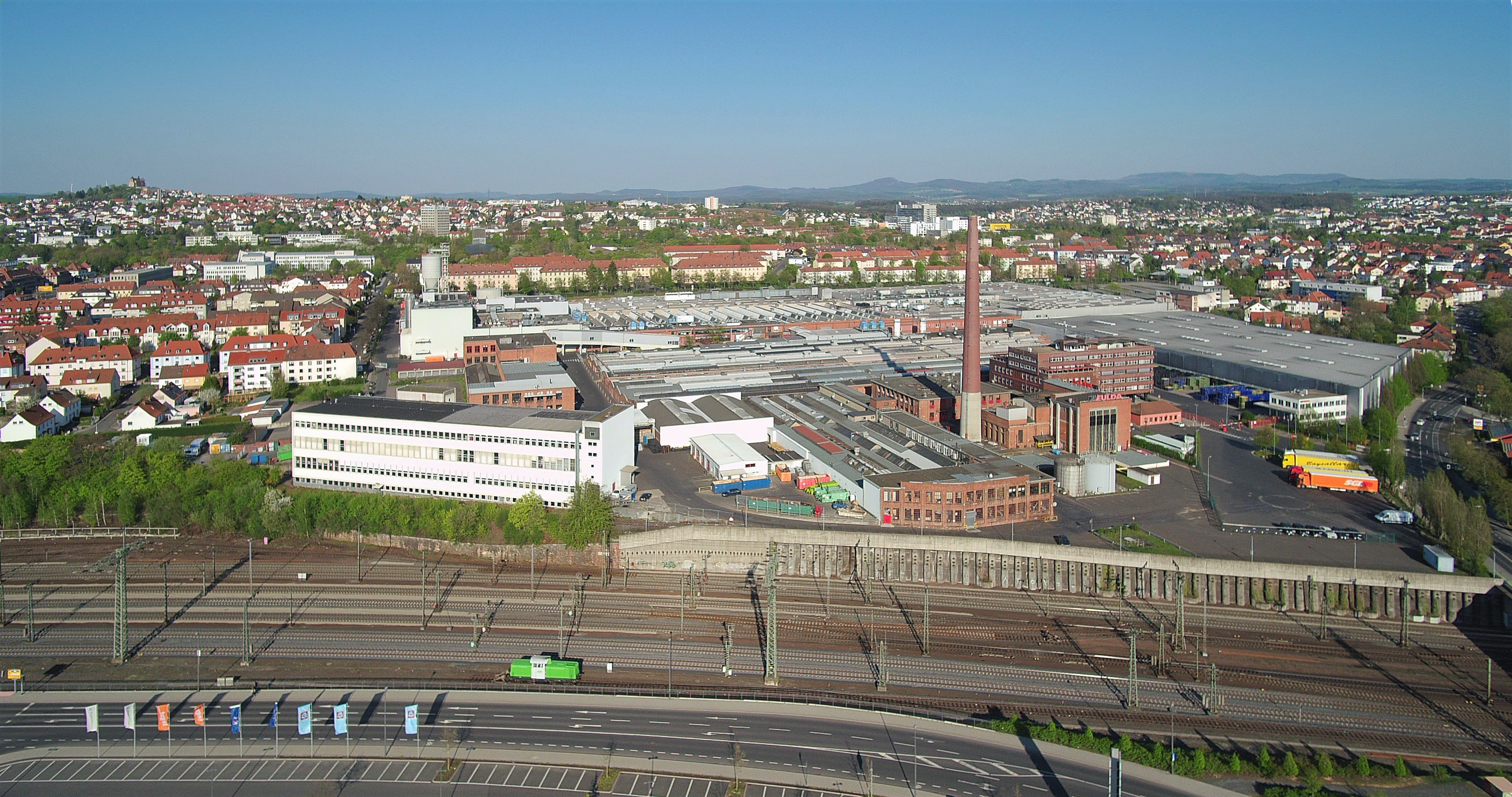
Werksgelände in Fulda (2019)

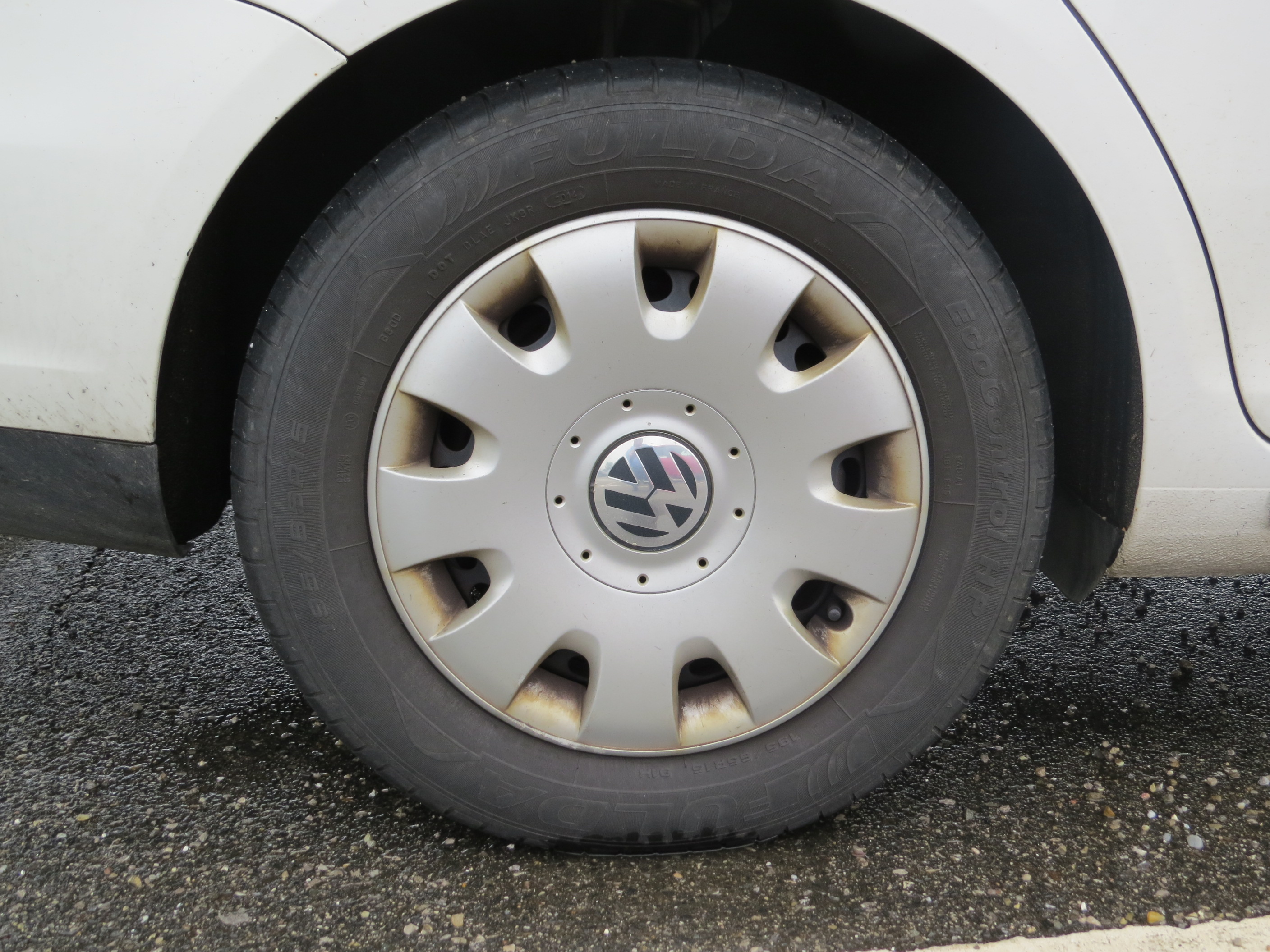
Autoreifen Fulda EcoControl HP auf einer Stahlfelge in der Dimension 195/65 R 15 (2017)

Fulda Reifen (ursprünglich Gummiwerke Fulda) ist ein Reifenhersteller.
Das Reifenwerk in Fulda ist einer der sechs deutschen Standorte innerhalb der Goodyear Dunlop Gruppe. Die Reifen werden im Goodyear Innovation Center in Colmar-Berg (Luxemburg) entwickelt. Fulda konzentriert sich mittlerweile fast ausschließlich auf das Ersatzgeschäft mit Lieferungen an den Reifenfachhandel. Das Erstausrüstungsgeschäft wird hauptsächlich in den Produktsegmenten Lkw- und Landwirtschaftsreifen betrieben. Im November 2023 wurde bekanntgegeben, dass das Werk im Jahr 2025 geschlossen werden soll. Die Marke soll erhalten bleiben, aber an anderen Standorten produzieren.

## Unternehmensgeschichte
Das Unternehmen Gummiwerke Fulda GmbH wurde im Jahr 1900 von dem Ingenieur Gustav Becker (1867–1933) und dem Kaufmann Moritz Hasenclever (1848–1907) in Fulda zur Herstellung technischer Gummiartikel gegründet. Im Jahr 1906 stellte das Unternehmen die ersten Vollgummireifen her. Im Januar 1909 erfolgte – rückwirkend zum 1. Oktober 1908 – die Umwandlung in eine Aktiengesellschaft, die Gummi-Werke Fulda AG, deren Aktionäre überwiegend der Familie des Mitgründers Moritz Hasenclever angehörten. Der Zusammenschluss mit dem Unternehmen Seiberling Rubber Co. in Akron (Ohio) wurde 1927 vollzogen, zudem produzierte das Unternehmen in diesem Jahr erstmals Luftreifen mit Schläuchen. 1935 begann das Unternehmen mit der Herstellung von Buna-Reifen. Außerdem erfolgte die Übernahme des Aktienkapitals der Gummiwerke Fulda AG durch das Wuppertaler Unternehmen Vorwerk & Sohn.
Im Zweiten Weltkrieg wurde die Produktion auf Kriegswirtschaft umgestellt. Bei einem alliierten Bombenangriff am 11. September 1944 wurden die Produktionsanlagen der Gummiwerke Fulda komplett zerstört.
Im August 1946 wurden in provisorisch instandgesetzten Gebäuden bereits wieder Reifen hergestellt. 1947 beschäftigte das Unternehmen wieder 630 Menschen und Anfang 1949 wurde die volle Vorkriegsleistung wieder erreicht. Im Jahr 1953 erweiterte das Unternehmen seinen Tätigkeitsbereich auf die Herstellung schlauchloser PKW-Reifen. 1962 erfolgte schließlich die Übernahme durch die Goodyear Tire & Rubber Company. Durch die Einführung von Geländereifen mit weißer Schrift stellte das Unternehmen 1994 eine neue Produktlinie vor. 1997 sponserte das Unternehmen erstmals den Yukon Quest und im Jahr 1999 wurde mit FULDAnet ein privater Wetterdienst installiert. Am 1. Juli 2009 wurde die Vertriebsgesellschaft Fulda Reifen GmbH in die Goodyear Dunlop Tires Germany GmbH überführt.
Im November 2023 wurde angekündigt, dass das Werk bis zum Ende des dritten Quartals 2025 geschlossen werden soll. Davon sind die Arbeitsplätze von zu diesem Zeitpunkt noch 1.050 Mitarbeitern betroffen.